# Gemeiner Efeu
Der Gemeine Efeu, auch Gewöhnlicher Efeu oder kurz Efeu (Hedera helix), ist eine Pflanzenart aus der Gattung Efeu (Hedera) innerhalb der Familie der Araliengewächse (Araliaceae).

## Trivialnamen

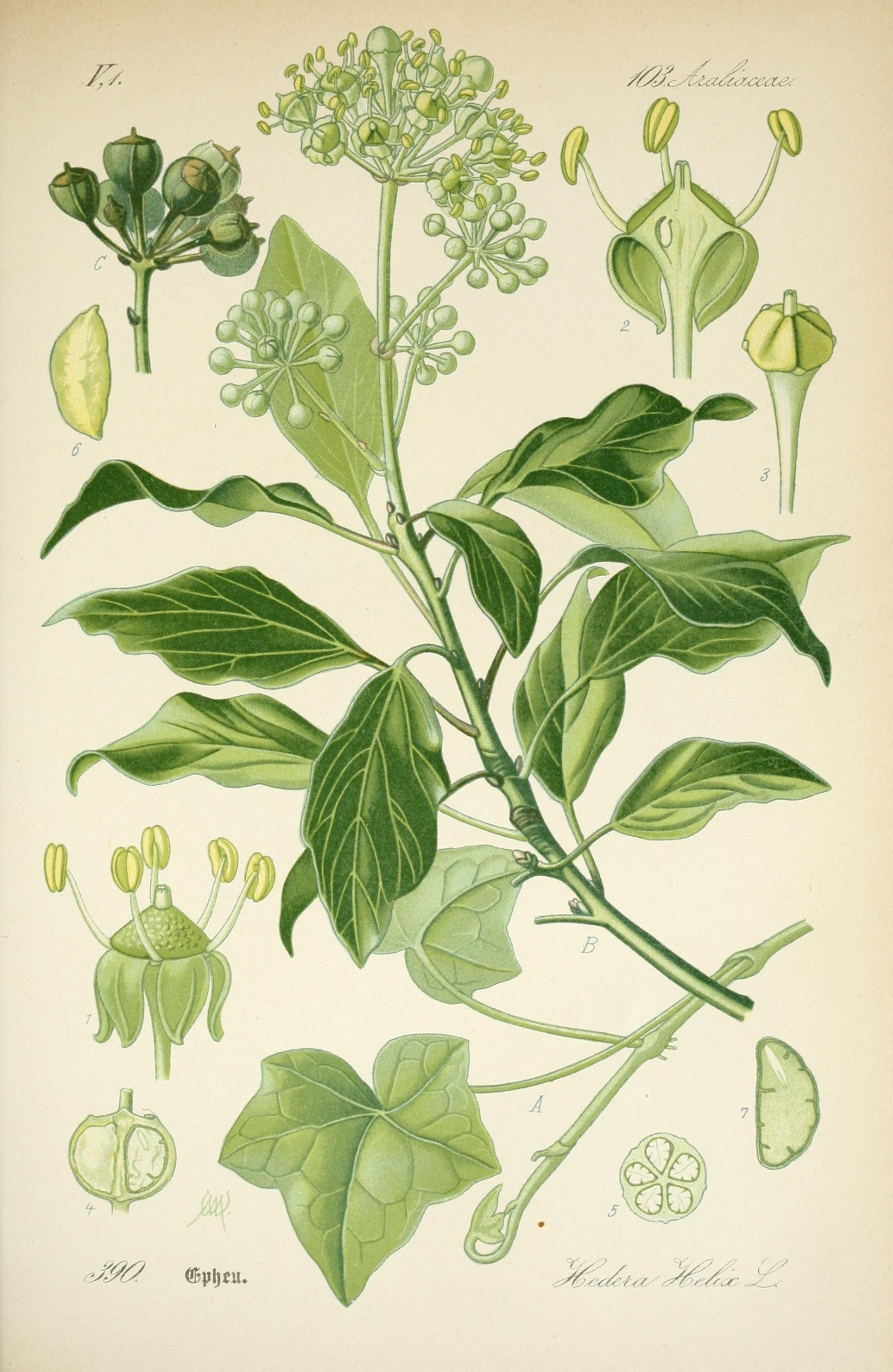
Illustration aus Prof. Dr. Thomé's Flora von Deutschland, Österreich und der Schweiz, in Wort und Bild, für Schule und Haus; mit ... Tafeln ... von Walter Müller, Tafel 390

„Landschaftliche Namen“ sind unter anderem Epheu (p und h getrennt gesprochen), Baumwinde (lateinisch früher Hedera arborea) und, allerdings mehrdeutig, Eppich. Der kletternde bzw. kriechende Efeu wurde im November 2009 zur Arzneipflanze des Jahres 2010 gekürt.
Die Herkunft des Wortes „Efeu“ ist unsicher. Althochdeutsch überliefert sind unter anderem ebihouwi, ebhouwe, ebihewe, ebahewi, ebah, ebahi, ebahboum, ebboum, mittelhochdeutsch ebehöu, ephöu, frühneuhochdeutsch Ebheu, Epheu. Die heutige Schreibung (und die davon ausgehende Aussprache) Efeu beruht auf einer im 17. Jahrhundert aufgekommenen Fehldeutung der Schreibung ph als f. Das Wort war schon früh nicht mehr durchsichtig; bereits in althochdeutsch ebihouwi liegt eine Umdeutung zur Zusammensetzung mit „Heu“ (infolge der Nutzung als Laubheu), in althochdeutsch ebboum eine solche mit „Baum“ vor. Für das Vorderglied eb- wurde schon Verwandtschaft mit lateinisch ibex ‚Steinbock‘ und damit eine Grundbedeutung als „Kletterer“ angenommen, doch bleibt dies hypothetisch.
Althochdeutsch ebah(i) und altniederdeutsch īfig leben in vielen deutschen Mundarten als Ebich, Ebch, Ebix, Ebx, Ebsch, Ewich, Ewisch, Ewix, Ewek und ähnlich weiter, althochdeutsch ebihouwi im Alemannischen als Abheu, Äbheu. Weitere Umdeutungen finden sich in alemannisch Räbheu (Anlehnung an die ebenfalls rankende „Rebe“) und in mittelniederdeutsch iwlōf, ifflōf (Anlehnung an „Laub“). Der Name „Baumwinde“ ist mittelhochdeutsch bereits als boumwinde belegt.

## Beschreibung

### Erscheinungsbild und Blatt

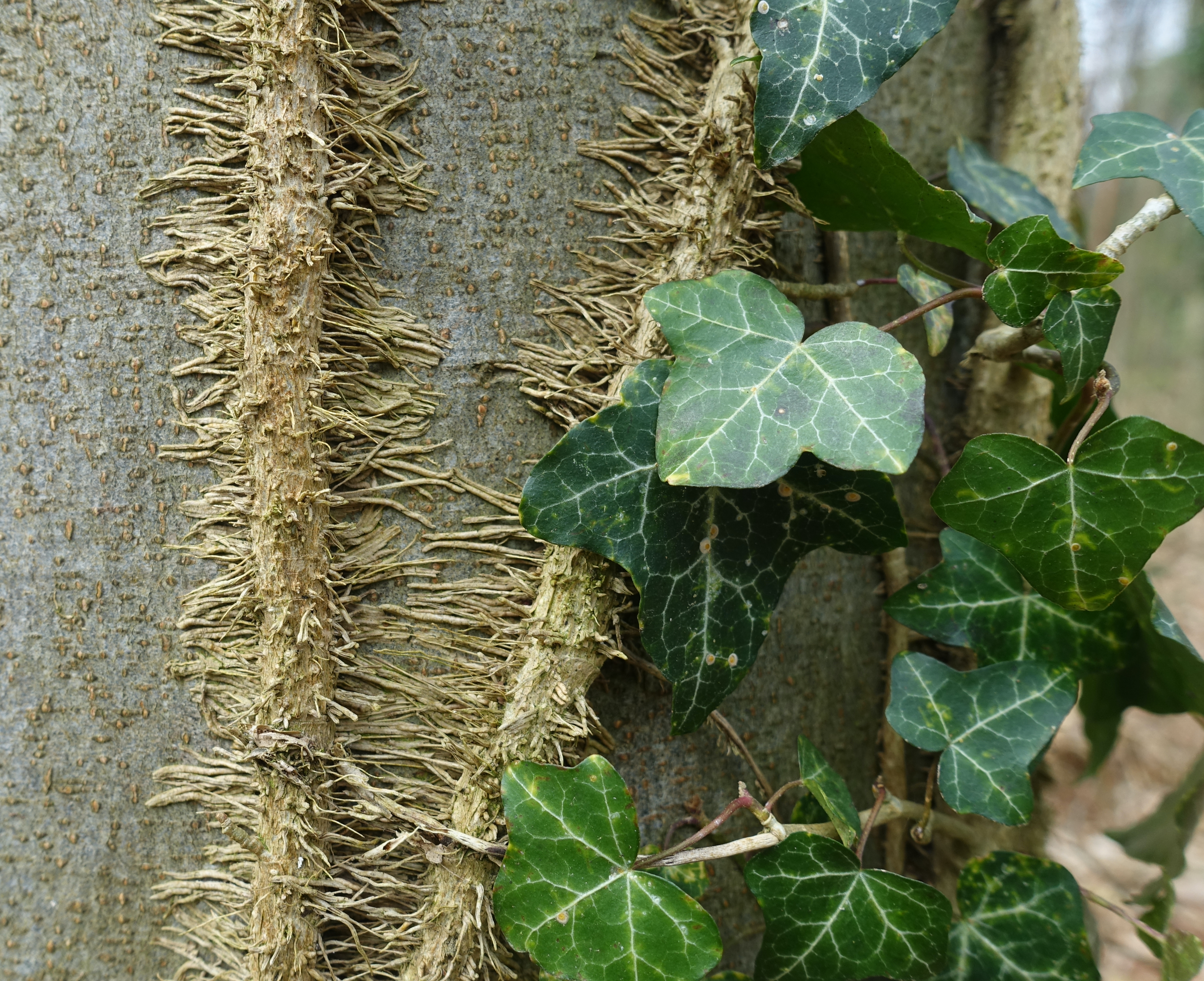
Adventivwurzeln

Der Gemeine Efeu ist eine immergrüne, ausdauernde Pflanze und ein Klettergehölz. Sehr variabel ist der Gemeine Efeu in seinen Lebensformen, es liegt Sprossdimorphismus vor. Die Keimung erfolgt epigäisch. Zuerst entwickelt er sich als ausdauernde, krautige Pflanze. So überwuchert der Efeu gelegentlich flächendeckend den Boden. Seine Sprossachsen sind in diesem Stadium niederliegend bis kriechend (plagiotrop). Die Rinde junger Sprossachsen ist mit stern- bis schildförmigen Haaren (Trichomen) flaumig bedeckt. An den Sprossachsen werden im dichten Abstand Adventivwurzeln gebildet. Sobald Bäume, Zäune oder Mauern erreicht werden, ist der Efeu in der Lage, durch Haftwurzeln daran emporzuklettern; dabei erklimmt er Höhen von 20 oder selten bis zu 30 Metern. Der Gemeine Efeu ist der einzige in Mitteleuropa einheimische Wurzelkletterer. Nach einigen Jahren beginnen die Sprossachsen zu verholzen und der Gemeine Efeu entwickelt sich vom Halbstrauch zum Strauch oder zur Liane, bis er selten auch baumartig wächst. Efeu kann ein Höchstalter von 450 Jahren erreichen, Altersformen können etwa 20 Jahre nach der Keimung auftreten. Adulte Exemplare besitzen rundliche und aufrechte, orthotrope Sprossachsen. Diese Sprossachsen sind stets wurzellos. Verholzte Stämme können einen Durchmesser von bis zu 30 Zentimeter erreichen.
Beim Gemeinen Efeu liegt Heterophyllie vor. Die wechselständig angeordneten Laubblätter sind in Blattstiel und -spreite gegliedert. Die einfachen, ledrigen Blattspreiten sind oberseits fast kahl und unterseits mit weißen 5-8-strahligen, nur am Grund verwachsenen Schuppenhaaren bedeckt. An den Jugendformen sind die Blattspreiten bei einer Länge von meist 4 bis 10, selten bis zu 25 Zentimetern handförmig gelappt mit drei bis fünf dreieckigen, ganzrandigen Blattlappen. Bei den blühfähigen Altersformen sind die Blattspreiten bei einer Länge von 6 bis 10 Zentimeter eiförmig bis rhombisch und nicht gelappt. Die Blattoberseite ist glänzend dunkelgrün, oft mit helleren Blattadern, und die Blattunterseite ist heller. Manchmal werden die Blattspreiten im Spätsommer hellgrün bis gelblich und die Blattoberseite kann im Winter purpurfarben getönt sein. Es sind keine Nebenblätter vorhanden.

### Blütenstand und Blüte

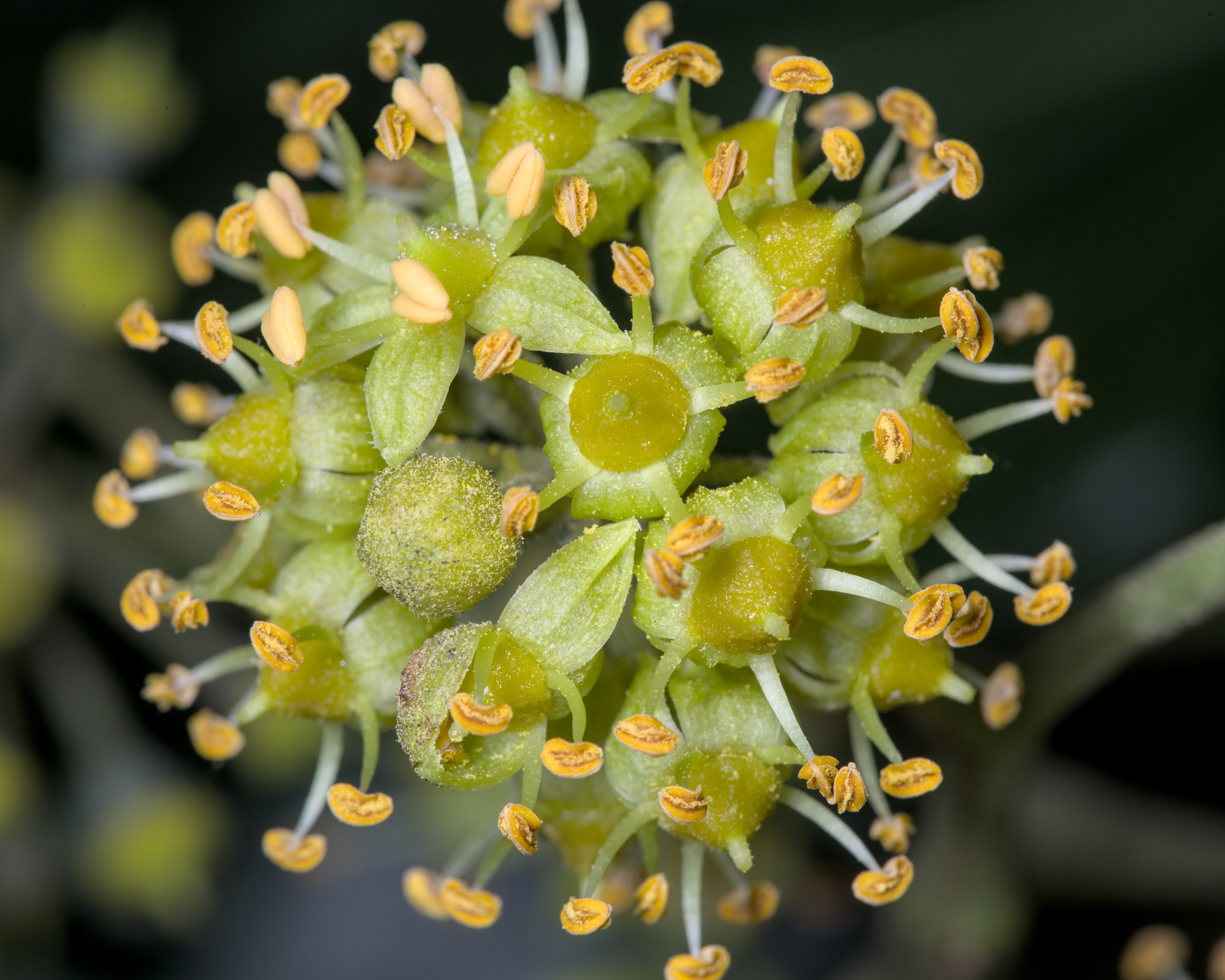
Blütenstand mit Blüten im Detail; man sieht den auffälligen, fleischigen Diskus

Endständig zu dritt bis sechst in rispigen Gesamtblütenständen oder einzeln stehen auf Blütenstandsschäften in halbkugeligen bis kugeligen, doldigen Blütenständen etwa 20 gestielte, unscheinbare Blüten zusammen. Die Blütenstandsschäfte und Blütenstiele sind filzig mit Sternhaaren bedeckt.
Die sich im September und Oktober entwickelnden relativ kleinen, gelblich-grünen, etwas unangenehm duftenden Blüten sind zwittrig, radiärsymmetrisch und fünfzählig mit doppelter Blütenhülle. Die fünf Kelchblätter am Blütenbecher sind nur minimal und dreieckig. Die fünf, selten sechs, freien, gelblich-grünen, leicht fleischigen, außen fein behaarten, spitzen, zurückgelegten Kronblätter sind bei einer Länge von 3 bis 4 Millimetern dreieckig-eiförmig, innen gekielt und am oberen Ende minimal kapuzenförmig. Es ist nur ein Kreis mit fünf Staubblättern vorhanden. Fünf Fruchtblätter sind zu einem unterständigen, fünfkammerigen Fruchtknoten verwachsen. Die fünf kurzen Griffel stehen zu einer Säule zusammen. Die Nektarsekretion erfolgt an einem gewölbten Diskus auf dem Fruchtknoten.

### Frucht und Samen

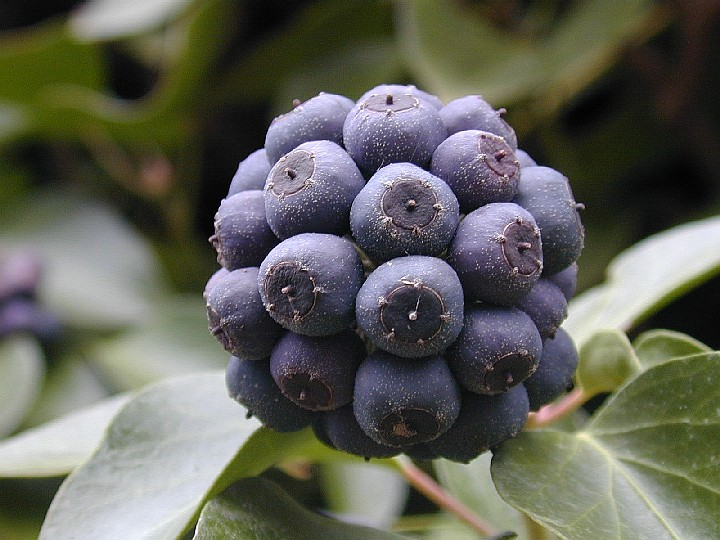
Reife Früchte mit dem deckelartigen Diskusrest an der Spitze

In den Fruchtständen stehen die zwischen Januar und April reifenden Früchte dicht zusammen. Die bei Reife bläulich- oder grünlich-schwarzen, selten gelben oder weißen mehrsamigen Steinfrüchte mit Diskus- und Griffelresten an der Spitze, sind bei einer Länge von 5 bis 9 Millimetern und einem Durchmesser von 6 bis 9 Millimetern kugelig und besitzen ein Durchschnittsgewicht von 281,5 mg. Die Früchte enthalten im purpurfarbenen Fruchtfleisch ein bis fünf Steinkerne. Die einsamigen Steinkerne besitzen eine Länge von etwa 6 Millimeter sowie einen Durchmesser von 4 Millimeter. Die weißliche, membranöse Schale der Kerne ist runzelig. Der kleine Embryo besitzt zwei Keimblätter (Kotyledonen). Das Endosperm ist ruminat.

### Chromosomensatz
Die Chromosomenzahl beträgt 2n = 48; ausgehend von der Chromosomengrundzahl der Gattung Hedera von x = 12 liegt Tetraploidie vor.

## Ökologie und Phänologie
Der Gemeine Efeu ist ein Chamaephyt, Phanerophyt oder Liane. Im Schatten oder bei reichlich Lichteinfall sehen die Laubblätter (Schatten- und Sonnenblätter) unterschiedlich aus. Laubblätter werden während der ganzen Vegetationszeit von März bis Oktober gebildet, aber zwischen April und Mai entwickeln sich besonders viele. Ein einzelnes, immergrünes Laubblatt überdauert etwa drei bis vier Jahre, die Hauptzeit des Laubfalles liegt im späten Frühling.
Beim Gemeinen Efeu liegt manchmal Protandrie vor. Er ist selbstinkompatibel (Selbstbefruchtung und Samenansatz ist genetisch verhindert), es ist Fremdbestäubung erforderlich, die durch eine Vielzahl von Insektenarten sichergestellt wird. Mit einer späten Blütezeit in den Monaten September bis Oktober ist der Efeu eine Besonderheit innerhalb der mitteleuropäischen Flora mit ihren hauptsächlich in den Frühjahrs- und Sommermonaten blühenden Pflanzen. Aufgrund dieser späten Blütezeit ist der Efeu eine wichtige Nahrungsquelle für Bienen, Wespen und Schwebfliegen. Von den Schmetterlingen besucht der Admiral die Blüten. Die Efeu-Seidenbiene hat sich sogar ausschließlich auf Efeu-Pollen für die Aufzucht ihrer Brut spezialisiert (Monolektie). In anderen Gebieten als Mitteleuropa liegt die Blütezeit teilweise in anderen Monaten.
Die Früchte werden zwischen Januar und April reif. Die Beeren werden beispielsweise vom Gartenrotschwanz, der Mönchsgrasmücke, dem Star, der Amsel und dem Rotkehlchen gefressen, die auf diese Weise die Samen ausbreiten (Endochorie, Verdauungsausbreitung).

## Krankheiten und Schädlinge
Die Schildlaus Aspidiotus hedericola lebt auf Efeu. Sie ist vor allem mediterran verbreitet und scheint seit 2014 über Baden-Württemberg und Nordrhein-Westfalen sich auszubreiten.
Auf Efeu leben nur wenige pilzliche Schädlinge. Aus Portugal ist der Brandpilz Tuburcinia hederae beschrieben. Der Echte Mehltau Golovinomyces orontii wurde aus Hessen gemeldet. Auch der Flagellatenpilz Synchytrium aureum ist selten.

## Vorkommen

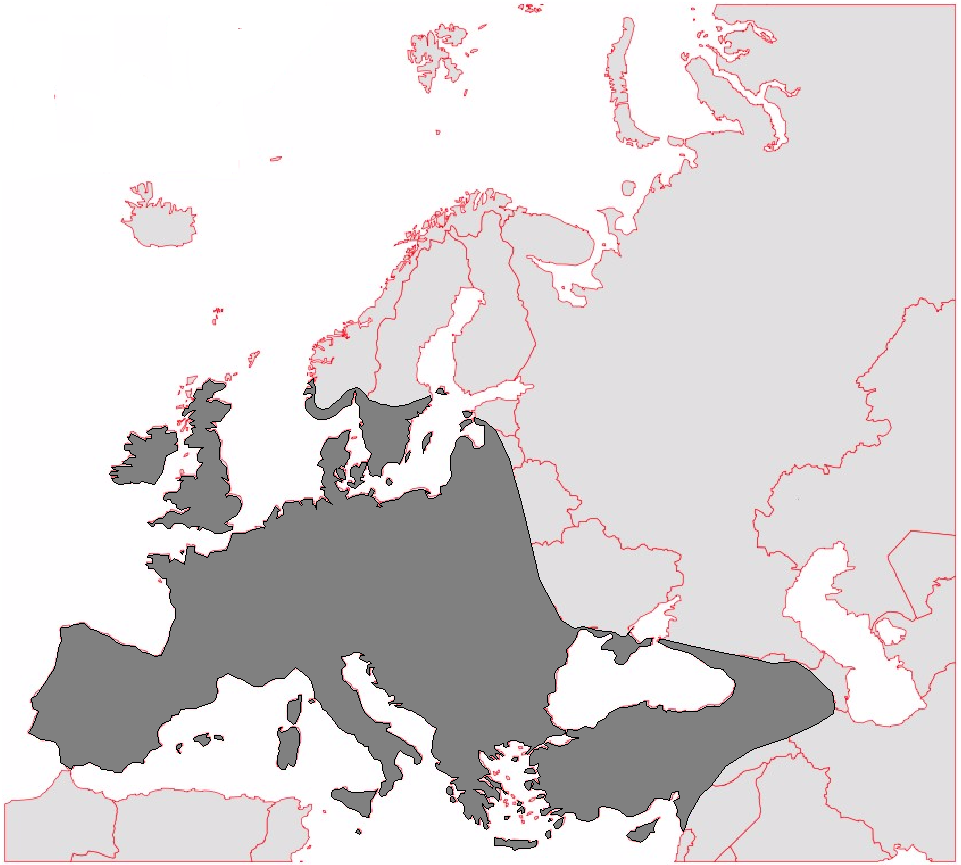
Natürliche Verbreitung nach Metcalfe 2005

Der Gemeine Efeu ist in West-, Mittel- und Südeuropa von der Ebene bis in mittlere Gebirgslagen heimisch, im Norden reicht sein Verbreitungsgebiet bis nach Südschweden, im Osten bis zur Türkei.
Als Standort werden Wälder und Auengehölze, Steinbrüche und Ruinen bevorzugt. Im Bereich der Auwälder deutet ein Aufklettern des Efeus an den Bäumen auf eine höhere Luftfeuchte hin. Dies geht meist mit Veränderung der Blattformen im oberen Bereich einher. Der Efeu schadet dem bewachsenen Baum nicht, von einer umgreifenden Konkurrenz zu der weiteren Bodenvegetation ist nicht auszugehen. Er ist in Mitteleuropa pflanzensoziologisch eine Charakterart der Klasse Querco-Fagetea. In den Allgäuer Alpen steigt er in Bayern, zwischen Schlipfhalden und der Klösterlealpe bei Balderschwang bis zu einer Höhenlage von 1180 Metern auf. In den Alpen steigt er bei den Churfirsten bis 1800 Meter auf.
Die ökologischen Zeigerwerte nach Landolt et al. 2010 sind in der Schweiz: Feuchtezahl F = 3 (mäßig feucht), Lichtzahl L = 2 (schattig), Reaktionszahl R = 3 (schwach sauer bis neutral), Temperaturzahl T = 4 (kollin), Nährstoffzahl N = 3 (mäßig nährstoffarm bis mäßig nährstoffreich), Kontinentalitätszahl K = 2 (subozeanisch).
Der Gemeine Efeu entstammt den Tropenwäldern des Tertiärs. Daran erinnern die Träufelspitzen seiner Blätter, die das Wasser rasch ableiten.
Im Rahmen der europäischen Kolonisation wurde der Gemeine Efeu über große Teile der Welt verbreitet. In vielen gemäßigten Klimaten (Nordamerika, Australien, Neuseeland) tritt er daher als Neophyt auf und wird zum Teil als invasive Pflanze bekämpft. Beispielsweise ist im US-Bundesstaat Oregon der Verkauf und Import von Efeu verboten. Im kanadischen Vancouver wird er als invasive Art bekämpft. In Australien wird er als invasive Pflanze angesehen, die beseitigt werden sollte. Auch in Neuseeland gilt Efeu als invasive Pflanze, deren Ausbreitung gehemmt werden sollte.

## Taxonomie
Die Erstveröffentlichung von Hedera helix erfolgte 1753 durch Carl von Linné in Species Plantarum, Tomus I, S. 202. Ein Synonym für Hedera helix L. ist: Aralia capitata Jacq. Ein Homonym von Hedera helix L. ist Hedera helix Lowe (veröffentlicht in Richard Thomas Lowe: A Manual Flora of Madeira, 1864, S. 376). Nach Euro+Med sind Hedera caucasigena Pojark. (Syn.: Hedera helix subsp. caucasigena Takht. & Mulk.) und Hedera taurica (Hibberd) Carrière als eigenständige Arten anzusehen.

## Efeu und seine Trägerbäume

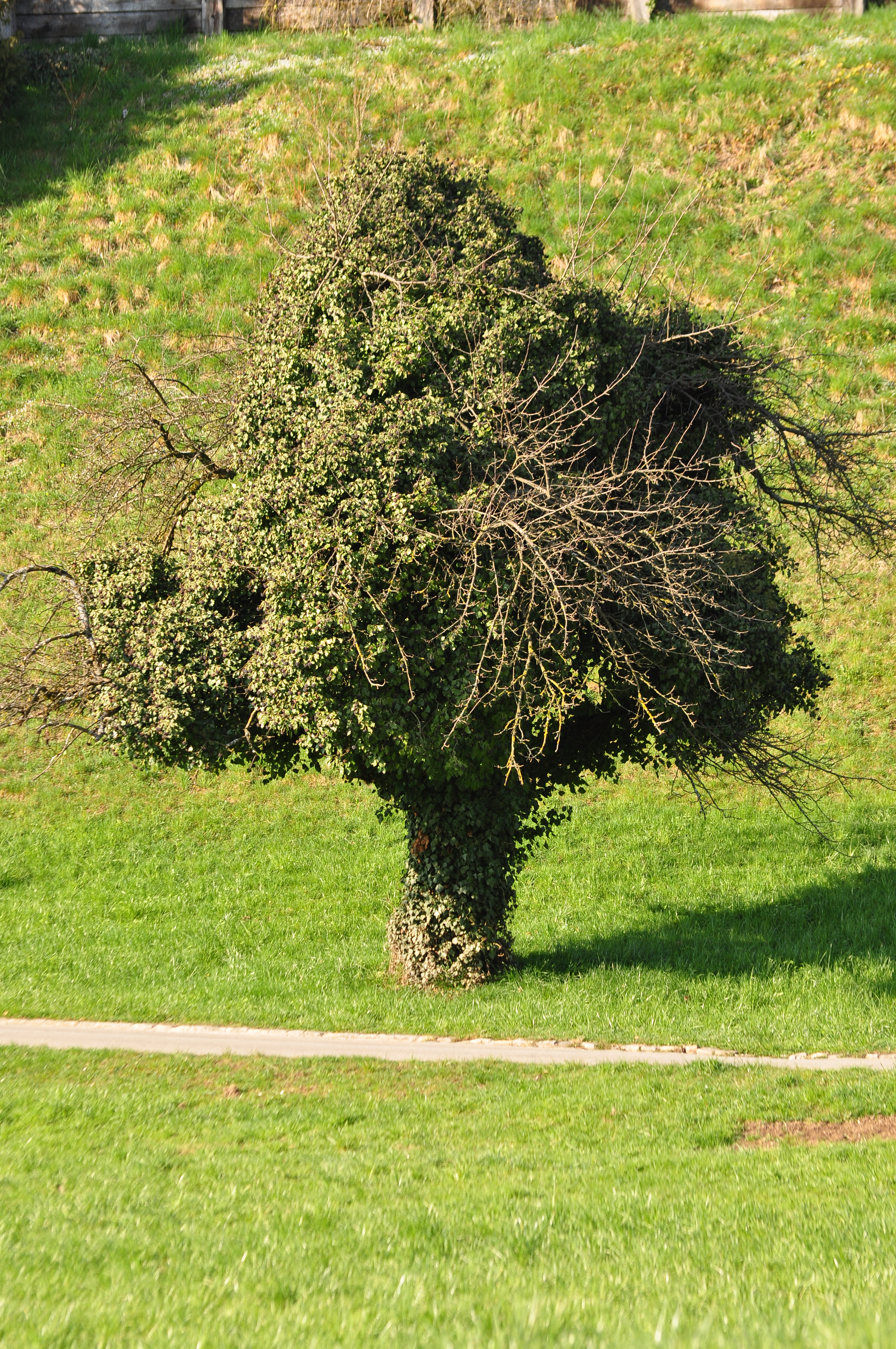
Freistehender Baum mit starkem Efeubewuchs

Dem Efeu werden zahlreiche schädigende Wirkungen auf Bäume nachgesagt. So soll er Bäume mit seinen Wurzeln „aussaugen“, die Baumkrone überwuchern und dem Baum das Licht nehmen, die Baumrinde vom Zugang zu Luft und Licht abschneiden, den Stamm „erdrosseln“, den Baum durch sein Gewicht schwächen und die Gefahr von Wind- oder Schneebruch steigern, und mit dem Baum um Wasser und Nährstoffe konkurrieren. Zu der Möglichkeit, dass der Efeu seine Trägerbäume schädigen könnte, liegen in der Fachliteratur unterschiedliche Angaben vor. Mehrheitlich wird die Auffassung vertreten, dass der Efeu für große Baumarten unschädlich ist, aber kleinere Bäume wie z. B. Apfelbäume oder Großsträucher wie z. B. Weißdorn durch Überwachsen zum Absterben bringen kann.
Die Haftwurzeln des Efeus können keine Nährstoffe aufnehmen, ein Schmarotzen an Bäumen mit Hilfe der Luftwurzeln findet nicht statt. Junge Haftwurzeln können sich aber in einem geeigneten feuchten Milieu zu Nährwurzeln umbilden. In einem Fall ist berichtet worden, dass eine solche Nährwurzel sich mehrere Zentimeter unter die Borke einer Tanne geschoben hat. Der Eindruck, ein Efeu wachse aus einem Baum heraus, kann in sehr seltenen Fällen dadurch entstehen, dass ein heranwachsender Baum mit seinem Stamm einen Efeu umschließt.
Efeu wächst vorrangig am Stamm und an den starken Ästen der Bäume. Die für die Photosynthese wichtigen Blätter der Bäume befinden sich im Wald im oberen Teil der Baumkrone, bei freistehenden Bäumen in den Randbereichen. Eine schädliche Lichtkonkurrenz ist daher nur bei einem sehr starken Bewuchs auch im äußeren Bereich der Krone möglich. Bei Weißdorn und Obstbäumen konnte ein derart starker Bewuchs mit Efeu beobachtet werden. Es wird angenommen, dass Bäume mit einer maximalen Wuchshöhe von deutlich weniger als 20 Metern durch die Lichtkonkurrenz des Efeus gefährdet werden können, insbesondere Birken und andere Bäume mit schmalen Kronen. Für die großen einheimischen Baumarten, an denen Efeu wachsen kann, wie Eiche und Esche wird eine Gefährdung nicht erwartet.
Ein „Erdrosseln“ des Stützgehölzes, indem die wachsenden Efeutriebe den umschlungenen Baum am Dickenwachstum hindern, wurde in der Vergangenheit von mehreren Autoren als Tatsache dargestellt. Sie machten jedoch keine Angaben dazu, wie dieser Vorgang nachgewiesen worden ist. Untersuchungen der Jahresringe von Bäumen mit Efeubewuchs haben die Behauptung nicht bestätigt.
Die Behauptung, Efeu könne dadurch Schäden verursachen, dass er die Baumrinde von Licht und Luft abschneidet, ist nicht belegt. Es besteht jedoch bei mehreren einheimischen Harthölzern die Gefahr, dass im Schatten gebildete Rinde durch Sonnenbrand geschädigt wird, wenn der Schatten entfällt. Dies kann durch das Fällen von Bäumen in der Umgebung bedingt sein, oder durch das Entfernen von Efeu. Die Frage, inwieweit ein Efeubewuchs Schutz vor Frostrissen bieten kann, ist noch nicht untersucht worden. Auch die Hypothese, eine Stützpflanze könne durch das Gewicht des Efeus Schaden nehmen, ist nicht belegt worden. Die Gefahr des Bruchs durch Wind und Schnee, bedingt durch die vergrößerte Angriffsfläche, konnte nur für Sträucher und junge Bäume in der Strauchschicht bestätigt werden, alte gesunde Bäume sind dadurch nicht gefährdet.
Die Schädigung eines Baums durch Nahrungskonkurrenz im Wurzelbereich ist nicht belegt. Durch seinen Laubabwurf im Frühjahr verbessert der Efeu das Bodenleben so deutlich, dass seine Anwesenheit für die Stützbäume weniger eine Konkurrenz als eine Förderung darstellt.
Dem Efeu im konkreten Einzelfall zugeschriebene Schadwirkungen sind fast immer eine Schädigung des Stützbaums durch andere Ursachen, die im Vergleich zu dem Bewuchs mit Efeu nicht so offensichtlich sind. Der Efeu geht fast immer mit seinem Stützbaum unter, ein erneutes Aufsteigen an einem zweiten Baum findet sehr selten statt. Somit wäre die unterstellte schädigende Wirkung regelmäßig auch eine Selbstschädigung.

## Nutzung

### Giftigkeit und Verwendung in der Pflanzenheilkunde

Strukturformel von Falcarinol

Sämtliche Pflanzenteile des Gemeinen Efeus sind giftig. Bekannte giftige Inhaltsstoffe sind α-Hederin (Triterpensaponin), das sich durch Abbaureaktionen aus dem Hederasaponin C bilden kann (zu 80 % enthalten), sowie Falcarinol. Zeichen der Vergiftung können schon nach Einnahme von zwei bis drei Beeren auftreten: Brennen im Rachen, Durchfall und/oder Erbrechen, Kopfschmerzen, erhöhter Puls, Krämpfe. Nach Aufnahme großer Mengen (unwahrscheinlich, da sehr bitter) können Schock und Atemstillstand auftreten. Häufig sind auch Kontaktdermatiden durch Reaktion des Falcarinols mit den Proteinen der Haut.
Zubereitungen aus Efeublättern finden wegen – in niedrigen Dosen – expektorierender und spasmolytischer Eigenschaften Anwendung bei Bronchialerkrankungen, Krampf- und Reizhusten. In höheren Dosen wirkt der Extrakt jedoch reizend auf Schleimhäute und die Haut. Ungeachtet dessen konnten mit einem Efeublätter-Trockenextrakt bei einer peroralen Dosis von 3 g/kg oder einer subkutanen Dosis von 0,5 g/kg keine toxischen Symptome im Tierversuch beobachtet werden. Die gleichen Versuche zeigten auch eine gute Verträglichkeit bei chronischer Verabreichung. Dies ist unter anderem darauf zurückzuführen, dass maßgeblich für die Toxizität verantwortliche Stoffe wie Falcarinol unter den üblichen Extraktionsbedingungen nicht in Lösung gehen.
In der Volksheilkunde wird ein Efeu-Umschlag bei Nervenschmerzen empfohlen.
Historisch wird auch von der empfängnisverhütenden und sogar abtreibenden Wirkung der Pflanze berichtet, die wohl auf die toxische Wirkung zurückzuführen ist: „Alle frommen Frauen sollen sich hüten, von diesem Safte gekochte oder gebrannte Wasser zu sich zu nehmen.“
Auch das Efeuharz (lateinisch gummi hederae) wurde als Arzneimittel verwendet. Zubereitungen aus Efeu (genannt auch hedera nigra „Schwarzer Efeu“) wurden in der Antike und bis über das Mittelalter hinaus auch bei Harnsteinen (Urolithiasis) wie Nierensteinen, gegen Kopfschmerzen, Milzschmerzen, Spinnenbiss, Geschwüre, übelriechende Nase und Ohrenschmerzen eingesetzt.

### Verwendung als Nutzpflanze
Wegen der enthaltenen Saponine, die eine seifenähnliche Wirkung besitzen, kann Efeu ähnlich wie Seifenkraut als pflanzlicher Waschmittel-Ersatz verwendet werden.
Der immergrüne Efeu wurde schon in der Jungsteinzeit als Laubheu gesammelt. Die stellenweise extrem hohen Pollenwerte in mehreren Schweizer Pfahlbausiedlungen können nur durch das Einbringen von Efeulaub zur Winterfütterung erklärt werden. Auch in Dänemark und angrenzenden Gebieten lässt sich die Laubwerbung mittels der Efeukurve der Pollendiagramme nachweisen. Die Laubheugewinnung von Efeu war noch in der Neuzeit eine Maßnahme bei Futtermangel und in Südeuropa selbst noch im 20. Jahrhundert anzutreffen.

### Verwendung als Zierpflanze

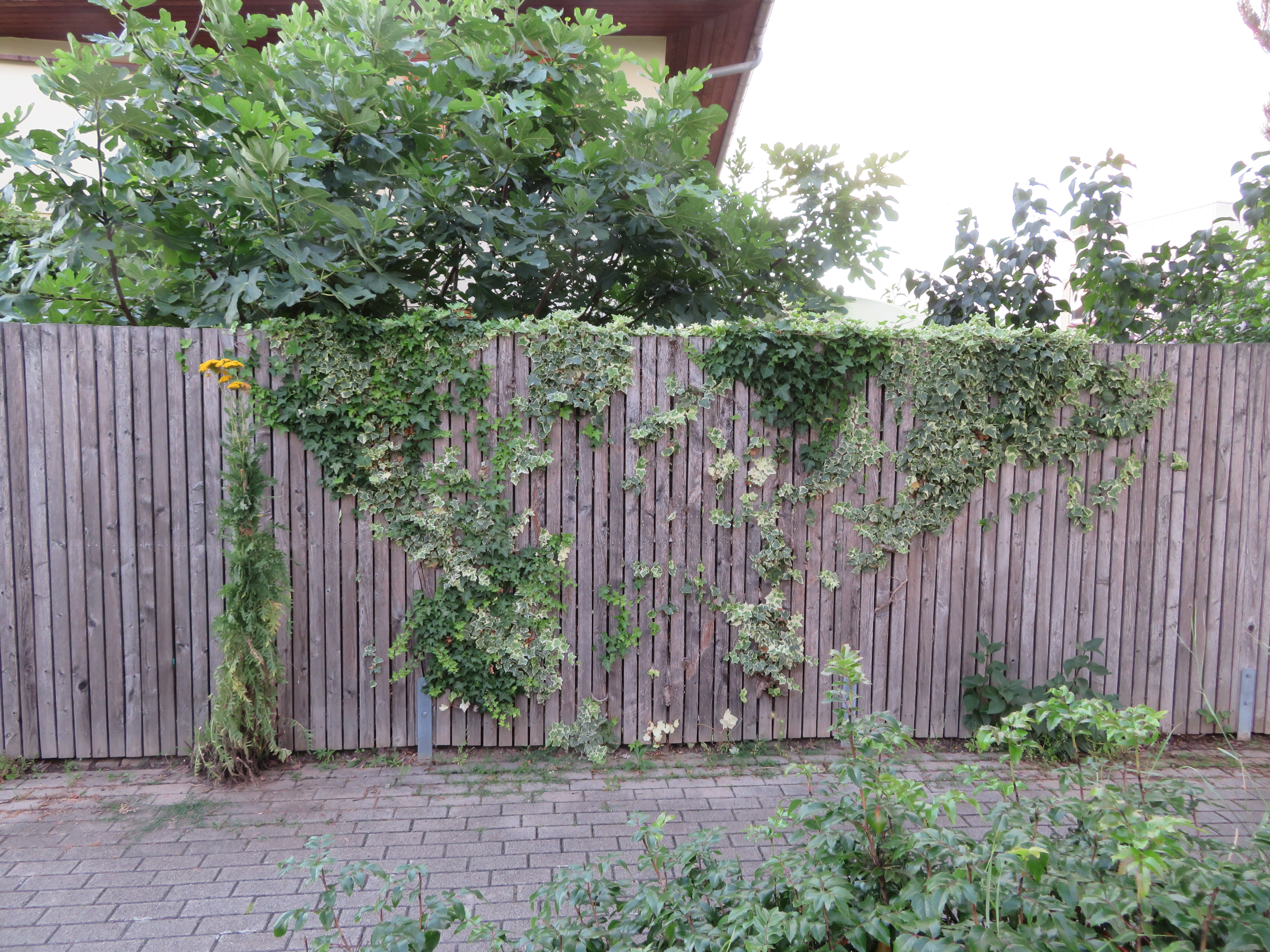
Gartenzaun, der mit verschiedenen Efeupflanzen bewachsen ist und von denen eine ganz grün und die andere panaschiert ist

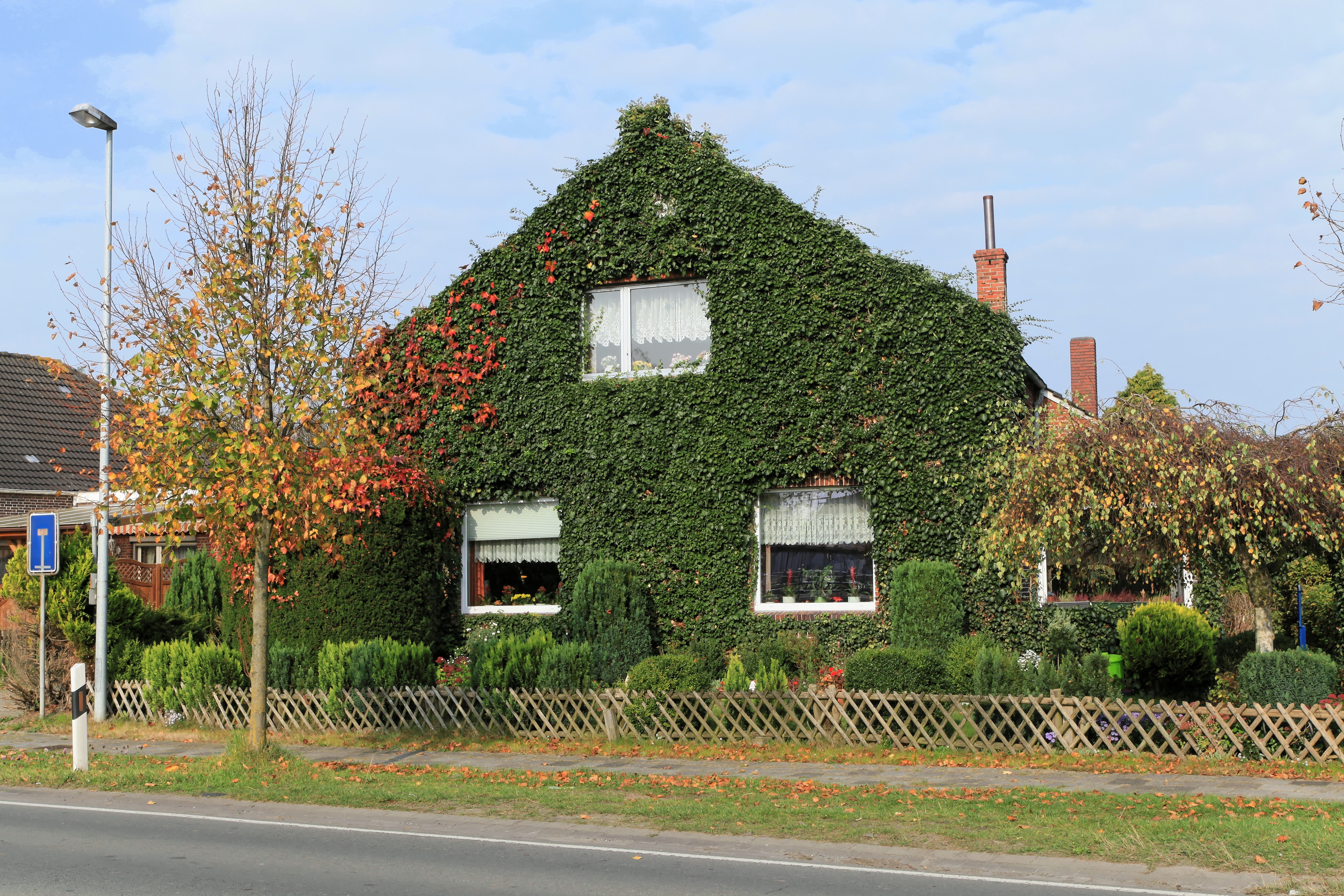
Fassadenbegrünung (die wenigen rot gefärbten Blätter sind von der Dreispitzige Jungfernrebe)

Der gemeine Efeu wird für die Begrünung von Zäunen, Mauern und Fassaden als sehr geeignet betrachtet. Ein Efeubewuchs schützt die bewachsenen Flächen vor Regen und vor Spannungsrissen durch starke Temperaturschwankungen, und er wirkt als Wärmedämmung. Daneben wird die ökologische Bedeutung einer Fassadenbegrünung als Lebensraum für Insekten und Nistplatz für Singvögel hervorgehoben.
Efeu benötigt auf nicht zu glattem Untergrund keine Rankhilfe, da er sich mit seinen Haftwurzeln am Mauerwerk verankert. Aus diesem Grund wird auch berichtet, dass er die Fassaden schädigen könne. Voraussetzung für eine Schädigung sind bereits vorhandene Spalten und Risse im Mauerwerk, die durch das Dickenwachstum der eingedrungenen Haftwurzeln aufgesprengt werden können. Die Fassade muss das Gewicht der nicht verholzten Teile des Efeus tragen können. Fassaden mit beschädigtem Mauerwerk, vorgehängten Elementen und Wärmedämmverbünde gelten daher für die Bepflanzung mit Efeu als ungeeignet.
Die Pflanze reinigt die Luft von Benzol, Formaldehyd, Xylolen und Toluol.

#### Historische Entwicklung

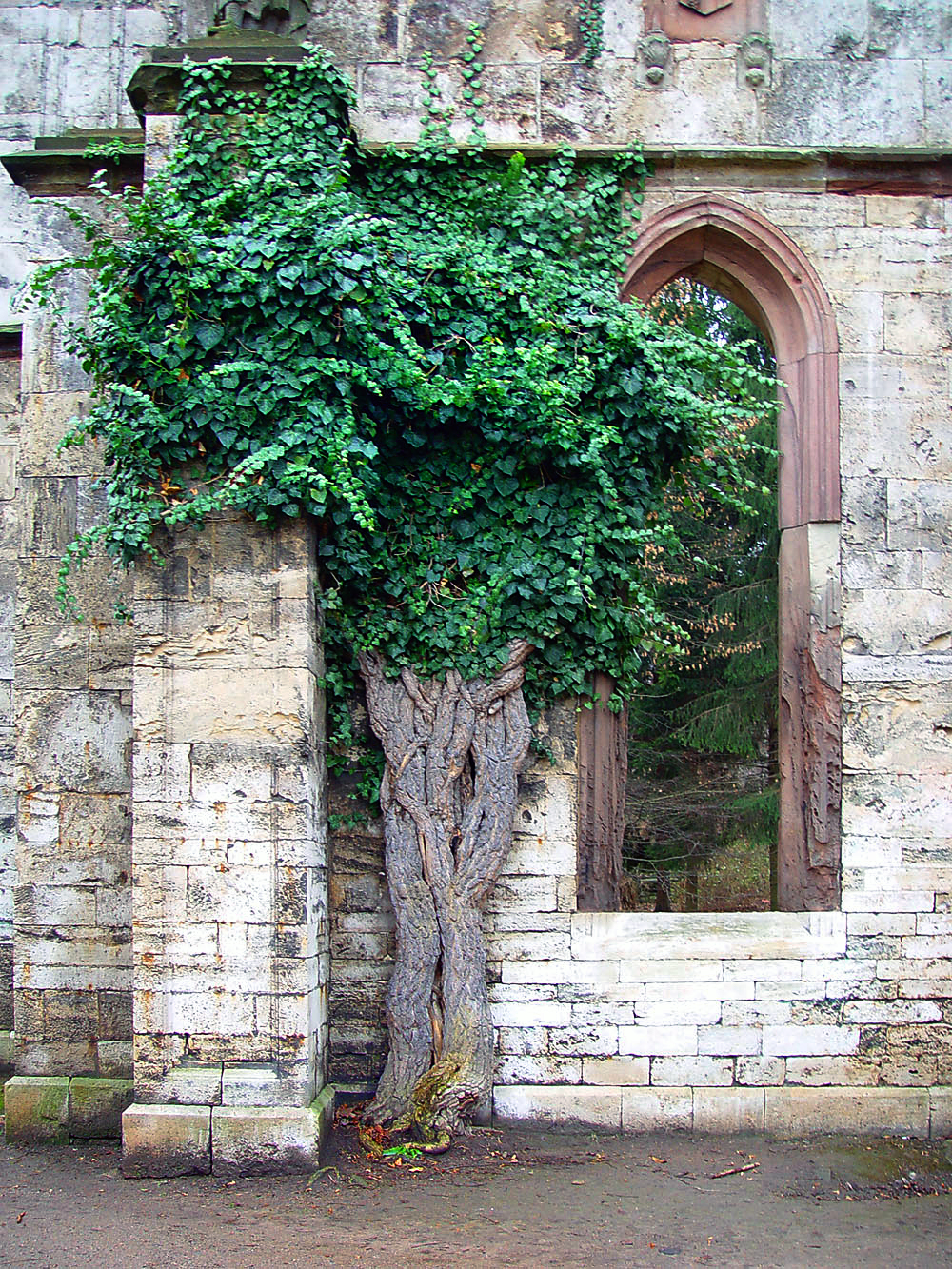
Sehr alter Efeu an der Ruine vom Tempelherrenhaus in Weimar, Foto 2004

Im klassischen Altertum war der Efeu den Göttern des Weines geweiht. Sowohl der altägyptische Osiris als auch der griechische Dionysos und der römische Bacchus wurden mit Wein- und Efeulaub bekränzt dargestellt.
Die Griechen trugen bei festlichen Gelagen Efeukränze, weil die Blätter teils als bacchische Begeisterung weckend, teils als gehirnkühlend galten. Auch die Trinkbecher auf Festen zu Ehren des Gottes Bacchus wurden mit Efeu berankt.
Dionysosverehrer glaubten, reichliches Efeuvorkommen an einem Ort sei ein sicheres Zeichen für die Anwesenheit des Gottes. Dichter bekränzte man mit Efeu, weil der Efeu auch eine heilige Pflanze des Gottes Apoll und der Musen war. In der Antike ist er deshalb bereits in den Gärten angebaut worden, obwohl Plinius der Ältere in seinen Schriften behauptete, dass diese Pflanze Mauerwerk (als Hedera muraria) und Bäumen (als Hedera arborea) schadete und sich unter ihren Blättern Schlangen heimisch fühlten. Bereits in der Antike kannte man Sorten, deren Blätter weiß oder gelb panaschiert waren.
Für Deutschland lässt sich seine gärtnerische Verwendung erstmals für die Mitte des 16. Jahrhunderts belegen. Der schweizerische Arzt und Naturforscher Conrad Gessner, der ein Verzeichnis der Gartenpflanzen Deutschlands anlegte, zählte den Efeu 1561 zu den Gartenpflanzen. Gartenbücher, die gegen Ende des 17. Jahrhunderts veröffentlicht wurden, nannten auch erstmals seit der Antike wieder Sorten mit panaschierten Blättern. Die Gärten des Barock und der Renaissance boten für den wuchernden Efeu jedoch wenig Raum. Populärer wurde der Efeu als Gartenpflanze erst, als in der zweiten Hälfte des 18. Jahrhunderts die weiträumigen Landschaftsparks in Mode kamen. Mit der zunehmenden Popularität des Efeus nahm auch die Anzahl der Sorten zu. Eine 1872 in Großbritannien von Shirley Hibberd veröffentlichte Efeu-Monografie listete bereits mehr als 200 Sorten auf.

#### Vegetative Vermehrung
Mit Stecklingen in feuchter Erde lässt sich der Gemeine Efeu leicht vermehren. Juvenilformen behalten ihre Wuchsform bei und können bei geeigneten Bedingungen Blühsprossen bilden. Eine Efeu-Pflanze, die durch vegetative Vermehrung aus einer Adultform hervorgegangen ist, behält ihren aufrechten Wuchstyp bei und kann niemals Kriechsprossen ausbilden (Topophysis).

#### Sorten

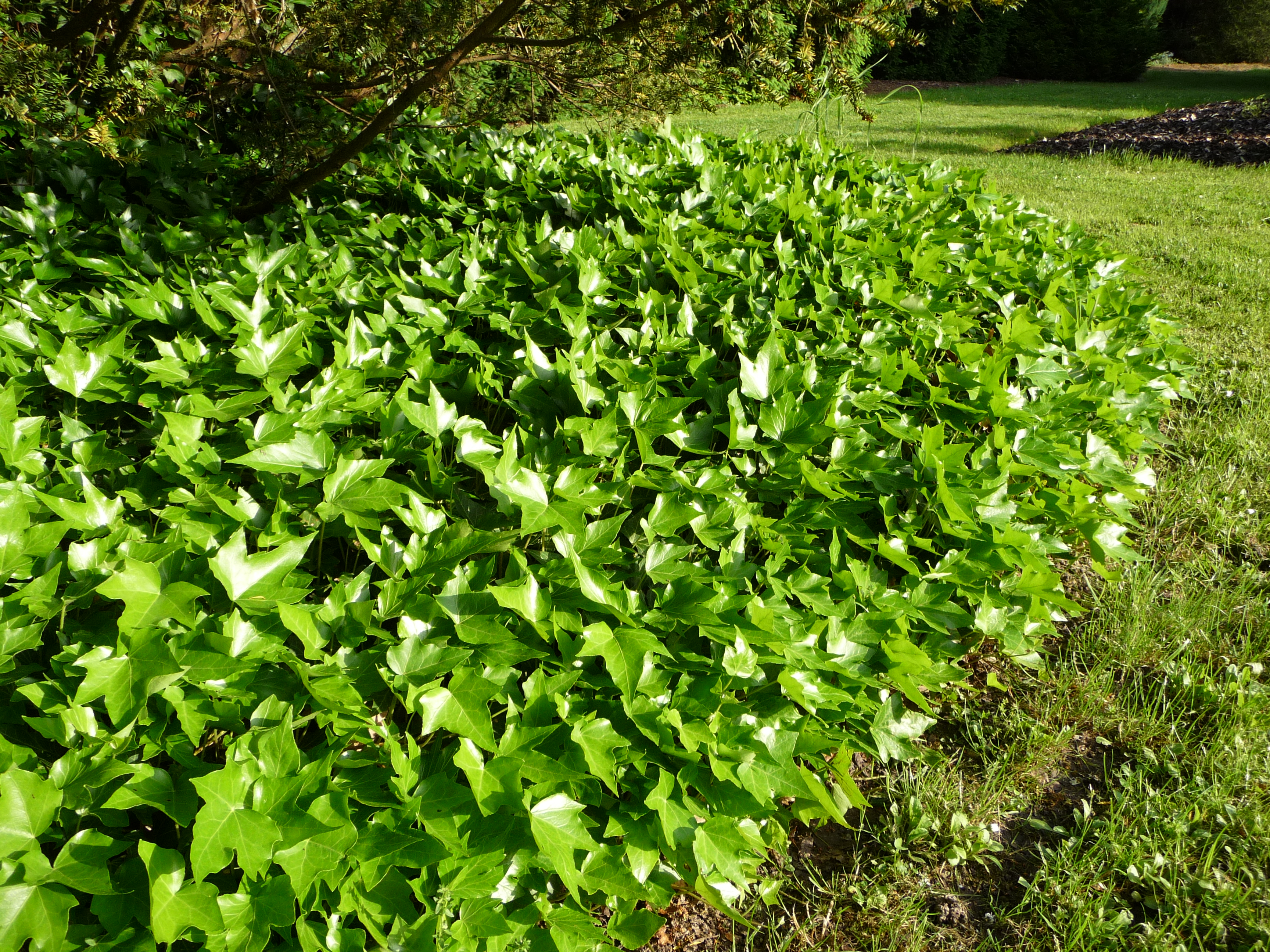
‘Green Ripple’ als Bodendecker

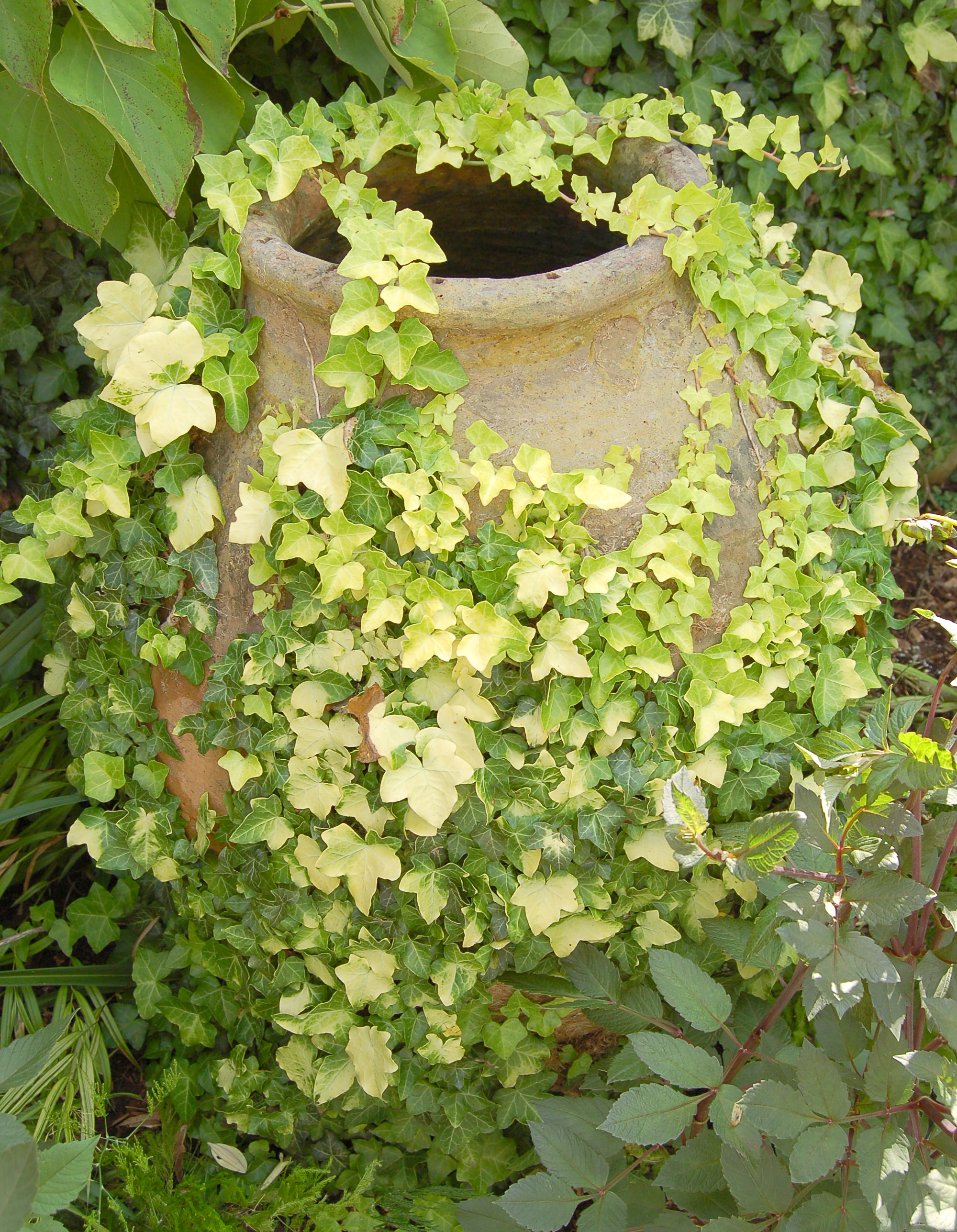
Die Sorte ‘Buttercup’

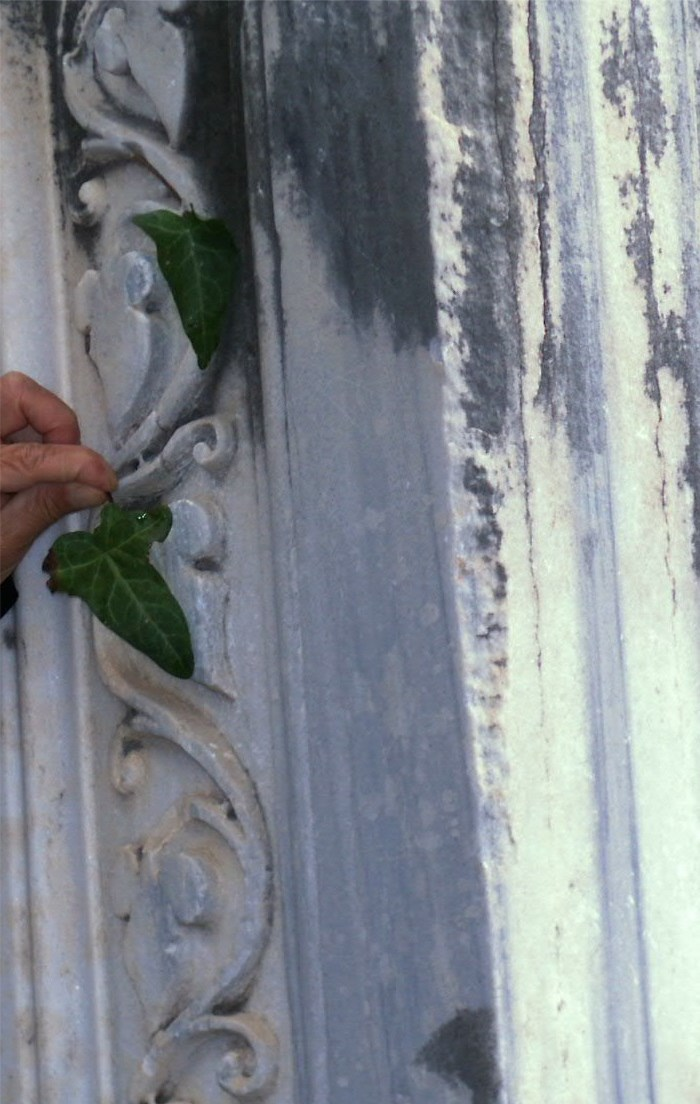
Efeu in der Ornamentik

Vom Efeu existieren heute etwa 400 Sorten mit einer großen Bandbreite an Blattformen und -farben. Sie werden üblicherweise vegetativ mit Stecklingen vermehrt. Manche Formen sind in weiten Teilen Europas winterhart, andere Formen nur in den wärmeren Lagen; einige werden als Zimmerpflanzen verwendet. Im Gartenbau wird Efeu als Kletterpflanze und auch als Bodendecker geschätzt. Als niedrige Sträucher eignen sich aus Kopfstecklingen der Altersformen vermehrte Pflanzen, die nicht mehr klettern oder in die Breite wachsen, sondern ihre Wirkung durch aufrechten bis kugeligen Wuchs und jährliche Blüte entfalten.
Auswahl von Ausleseformen:
- Hedera helix ‘Atropurpurea’: Diese Form hat violettfarbene Blätter und wird bis zu 8 Meter hoch.
- Hedera helix ‘Buttercup’: Diese Sorte zeichnet sich durch leuchtend gelbe Blätter aus, die nur gelegentlich noch grüne Flecken aufweisen. Sie wächst lediglich bis zu einer Höhe von 2 Metern.
- Hedera helix ‘Dentata variegata’: Dies ist eine Sorte vom riesenblättrigen Hedera colchica. Ihre Blätter besitzen einen gelben Rand. Die Sorte ist winterhart.
- Hedera helix ‘Goldchild’: Diese Form wird nur bis etwa 1 Meter hoch; ihre Blätter besitzen einen goldgelben Rand.
- Hedera helix ‘Hibernica’: Dies ist die bekannteste Sorte. Sie hat dunkelgrüne Blätter, wächst schnell, ist winterhart und eignet sich auch für vollen Schatten.
- Hedera helix ‘Ivalace’: Diese ebenfalls nur bis zu 1 Meter hoch werdende Zuchtform hat dunkelgrüne, glänzende Blätter mit zu den Rändern hin stark aufgewölbten Lappen und mit deutlich helleren Blattadern.
- Hedera helix ‘Marginata elegantissima’: Die Blätter dieser Sorte haben einen weißen Blattrand. Sie wächst dicht und ist für den Halbschatten geeignet.

## Kulturelle Bedeutung

### Symbolik
Da der Efeu nicht bestehen kann, ohne sich anzuschmiegen, ist er seit alters her Sinnbild für Freundschaft und Treue. Schon im Altertum war diese immergrüne Pflanze Sinnbild der Treue und des ewigen Lebens, im alten Griechenland erhielt ein Brautpaar einen Efeuzweig als Symbol immerwährender Treue.
Da Efeu den Göttern des Weines sowohl im alten Ägypten (Osiris) als auch in Griechenland (Dionysos) und in Rom (Bacchus) zugeordnet war, galt er auch als Symbol der Heiterkeit, der Geselligkeit und der Freundschaft.
Acht Universitäten an der Ostküste der Vereinigten Staaten bilden die sogenannte Ivy League (wörtlich: „Efeu-Liga“), die einige der weltbesten Universitäten umfasst (u. a. Harvard und Yale). Der Name rührt möglicherweise daher, dass viele dieser Hochschulen schon lange bestehen und efeubewachsene alte Gebäude haben. Außerdem war es an einigen dieser Universitäten Sitte, dass im Rahmen von akademischen Zeremonien Efeu gepflanzt wurde.
In der Heraldik wird der Efeu als Wappenfigur verwendet (vgl. Efeu (Heraldik)).

### Aberglauben und Brauchtum
In Westfalen brachten am dritten Fasten-Sonntag Mädchen den Nachbarn Efeukränze, die über dem Herd aufgehängt wurden, um so den Frühling ins Haus zu bringen.
Als Orakelpflanze soll Efeu am 24. Februar (Namenstag Matthias) verwendet worden sein. Nachts tanzten die Mädchen bei Fackelschein und warfen die Efeu- und Strohkränze ins Wasser. Hinter ihrem Rücken mussten sie versuchen, einen Kranz zu fassen. Der Efeukranz bedeutete Glück in der Liebe, es sollte noch in demselben Jahr Hochzeit sein. Der Strohkranz zeigte dagegen Unglück an. Ebenso wurde mit Efeublättern in der Andreasnacht orakelt. Man warf zwei Efeublätter in eine Schale mit Wasser, so dass sie auf der Oberfläche schwammen. Waren die Blätter am nächsten Morgen zusammengetrieben, dann sollte es noch in diesem Jahr Hochzeit geben. Trieben sie getrennt voneinander, dann musste man noch länger warten.
Aus der Schweiz ist die Bauernregel überliefert, wonach aus dem Verhalten der Frucht des Efeus auf das Gedeihen der Weintrauben geschlossen werden kann: Entwickeln sich die „Träubchen“ der Pflanze gut, so gilt das auch für die Weintrauben des kommenden Jahres; fallen dagegen die „Beeren“ über den Winter ab, so deutet dies auf einen geringen Wein.

### Kunst
Als Hinweis auf treue Verbundenheit und ewiges Leben ist die besonders häufige Darstellung von Efeublättern auf frühchristlichen Sarkophagen und Katakomben-Fresken zu verstehen. Der Efeu bedeutet, dass die Seele lebt, wenn auch der Körper tot ist.

### Heraldik
Siehe: Efeu (Heraldik)

## Geschichte

### Historische Abbildungen

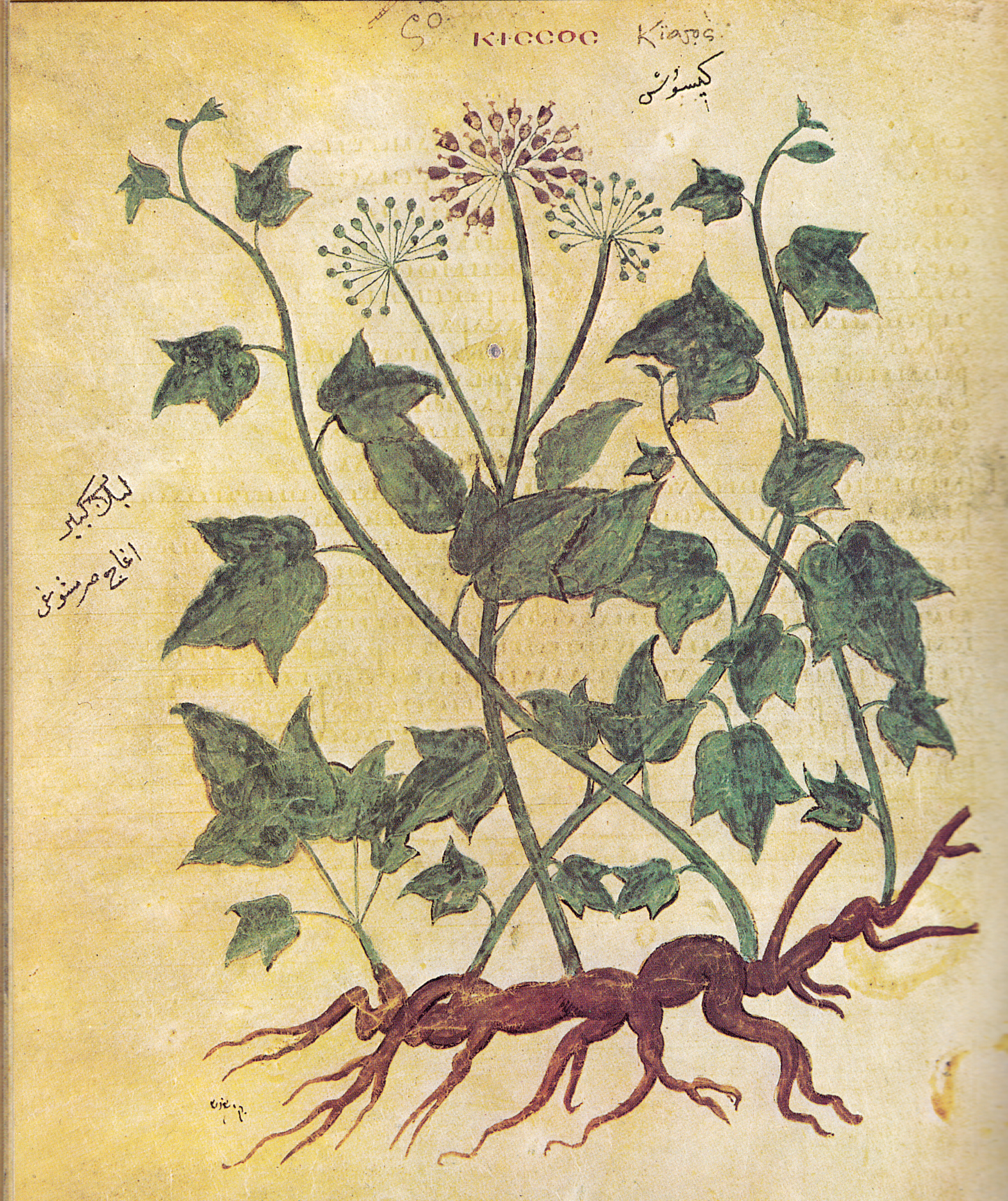
Wiener Dioskurides 6. Jahrhundert
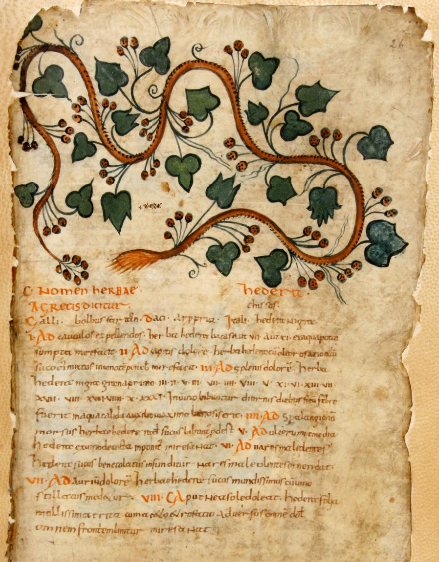
Pseudo-Apuleius Kassel 9. Jh.
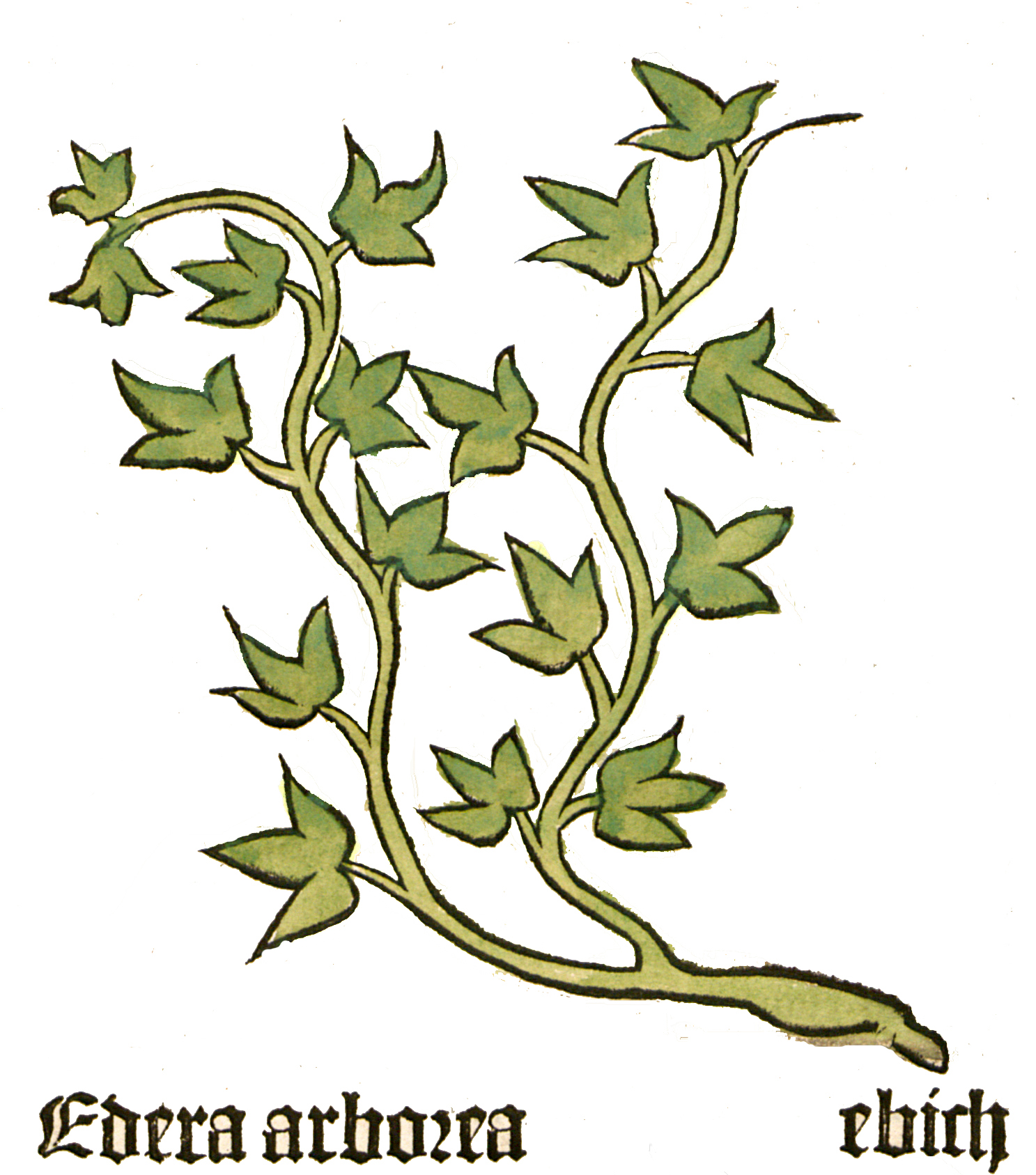
Herbarius Moguntinus 1484
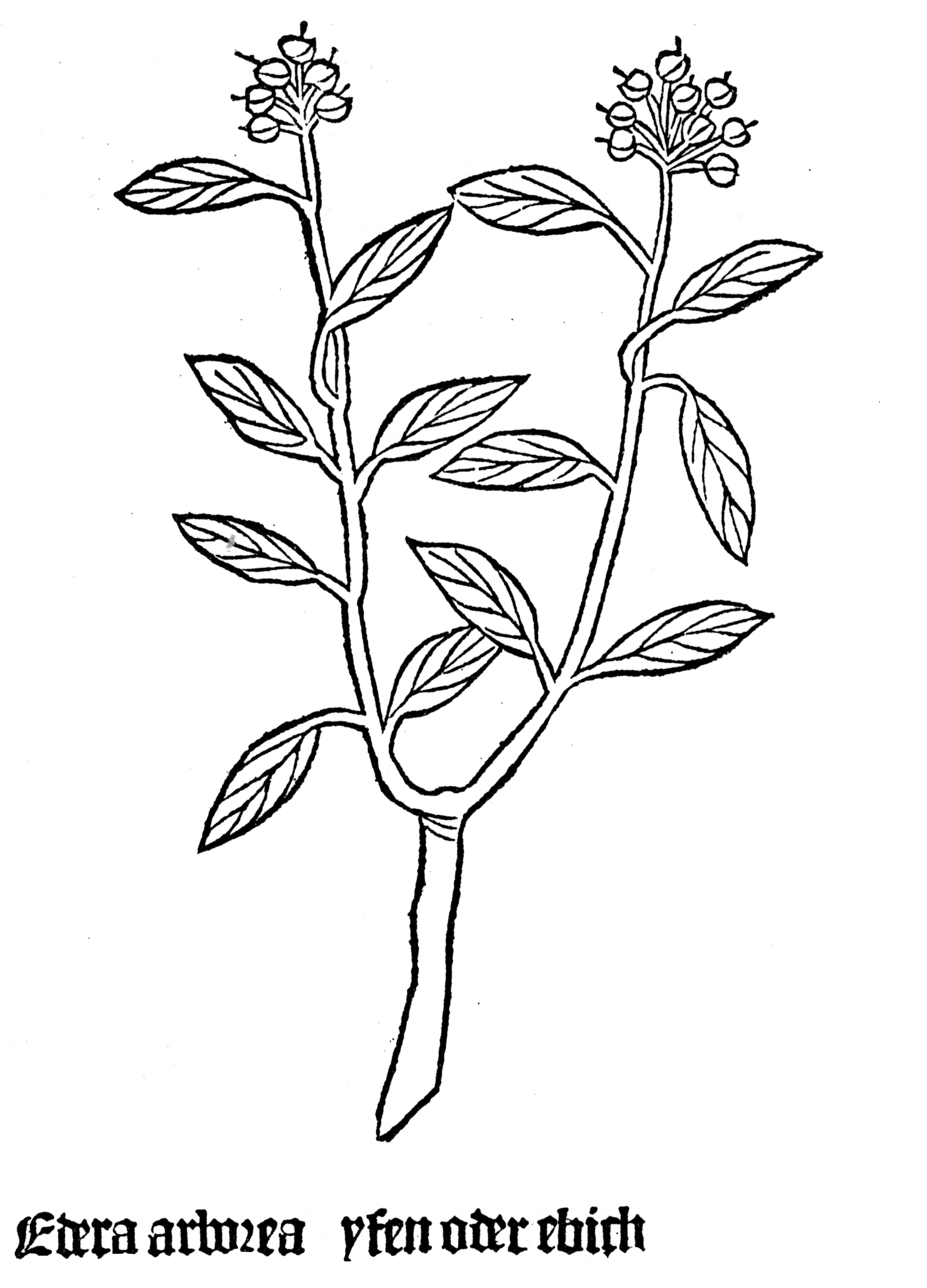
Gart der Gesundheit 1485
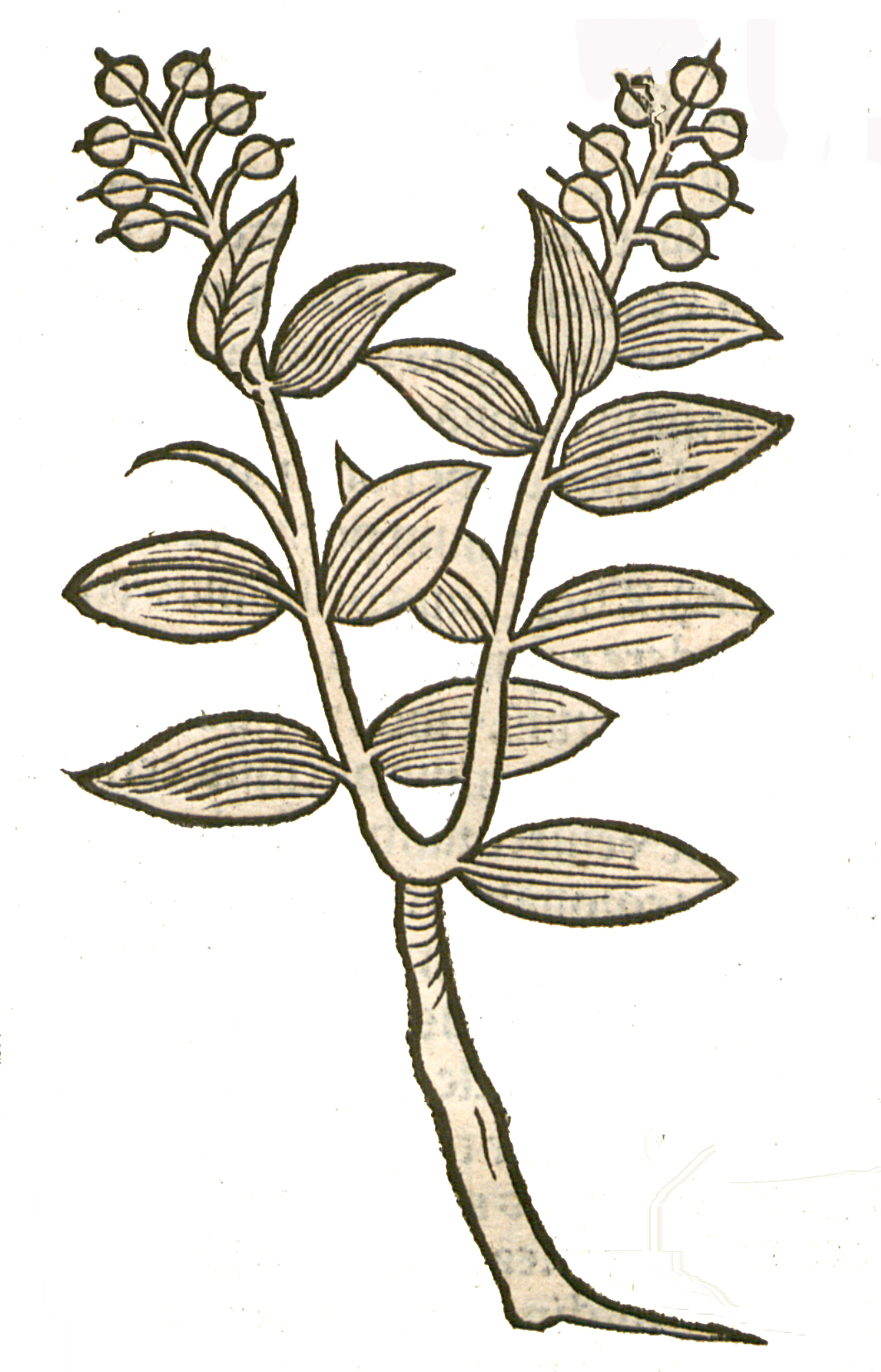
Hortus sanitatis 1491
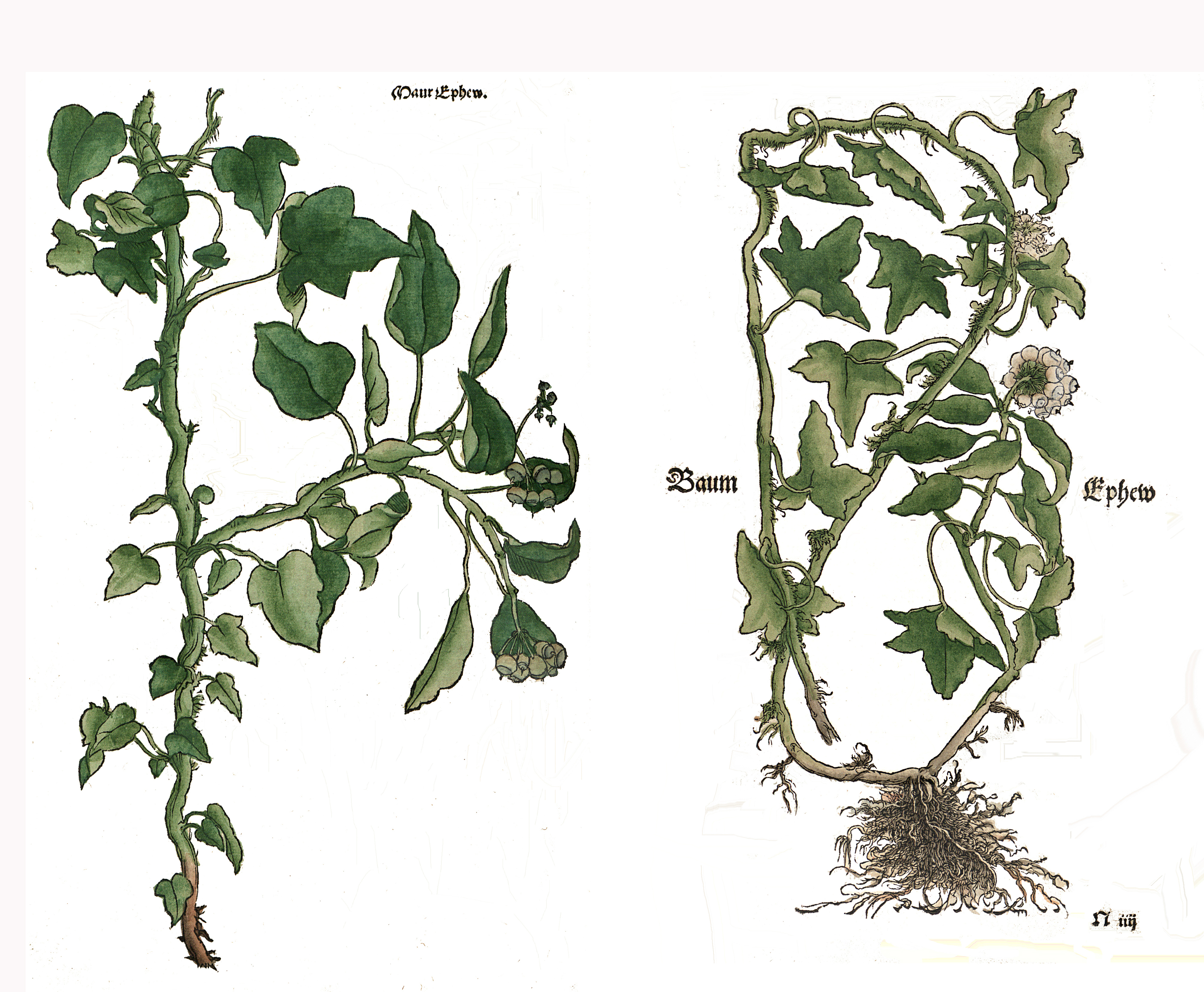
Otto Brunfels 1532
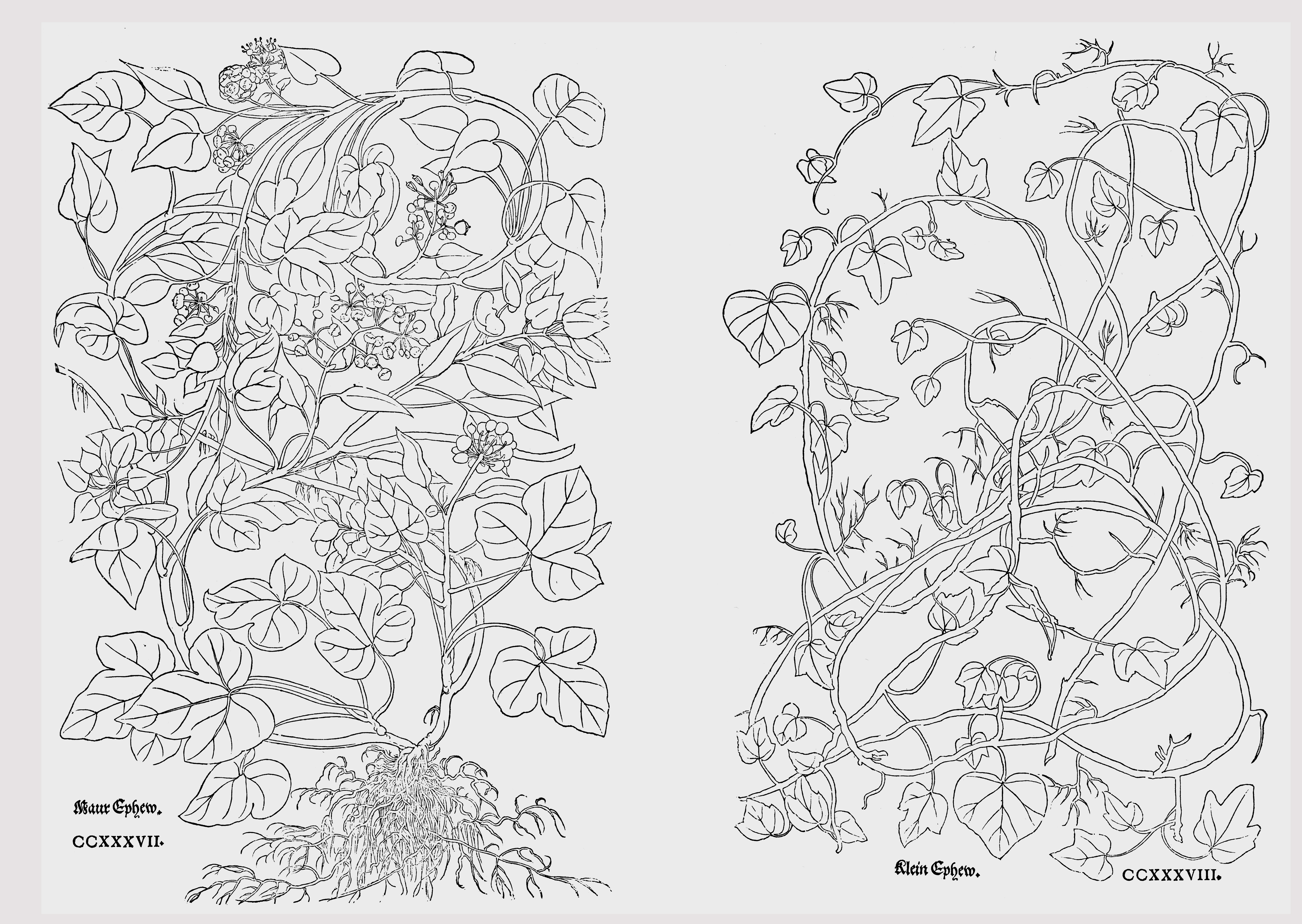
Leonhart Fuchs 1543
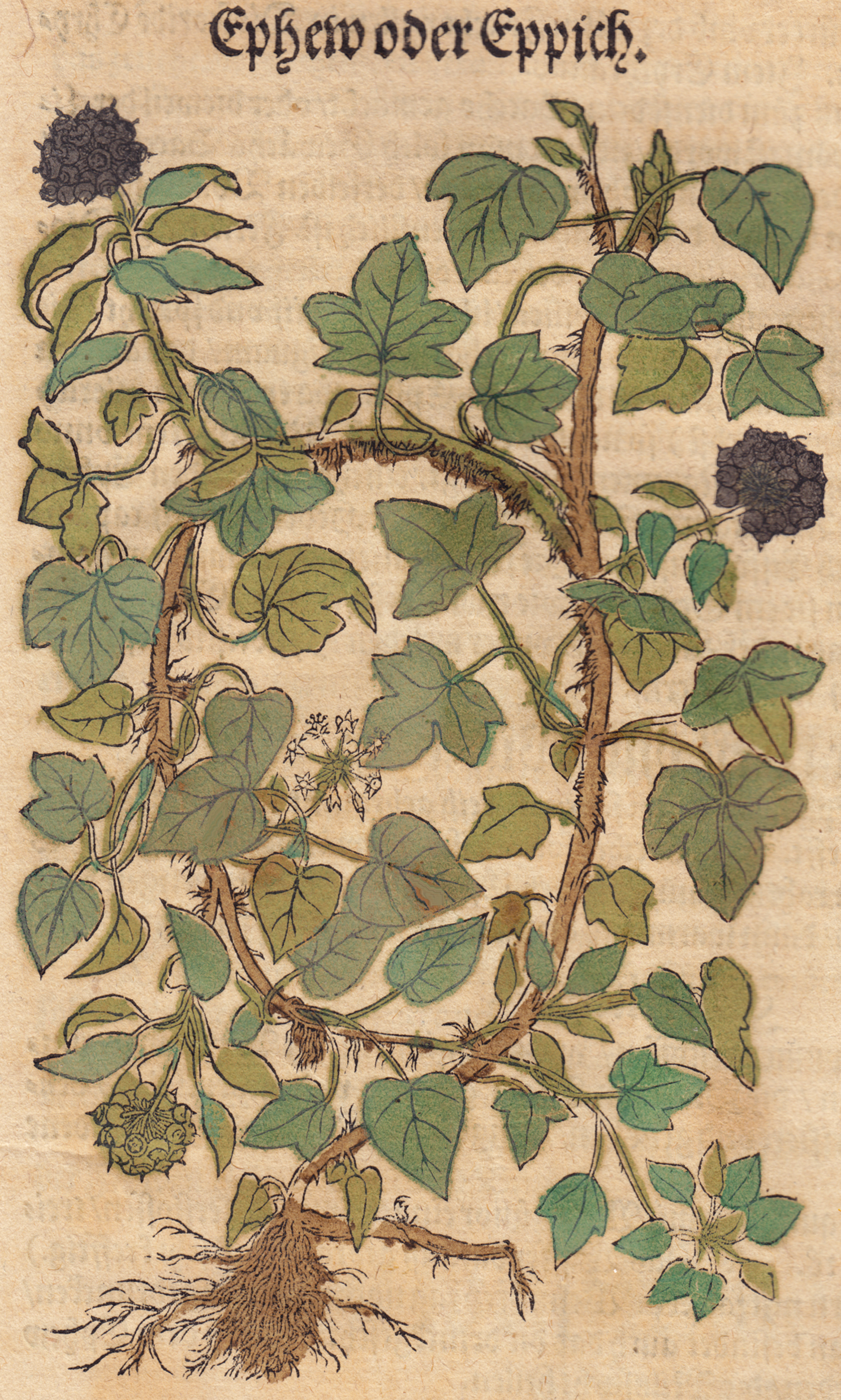
Hieronymus Bock 1546
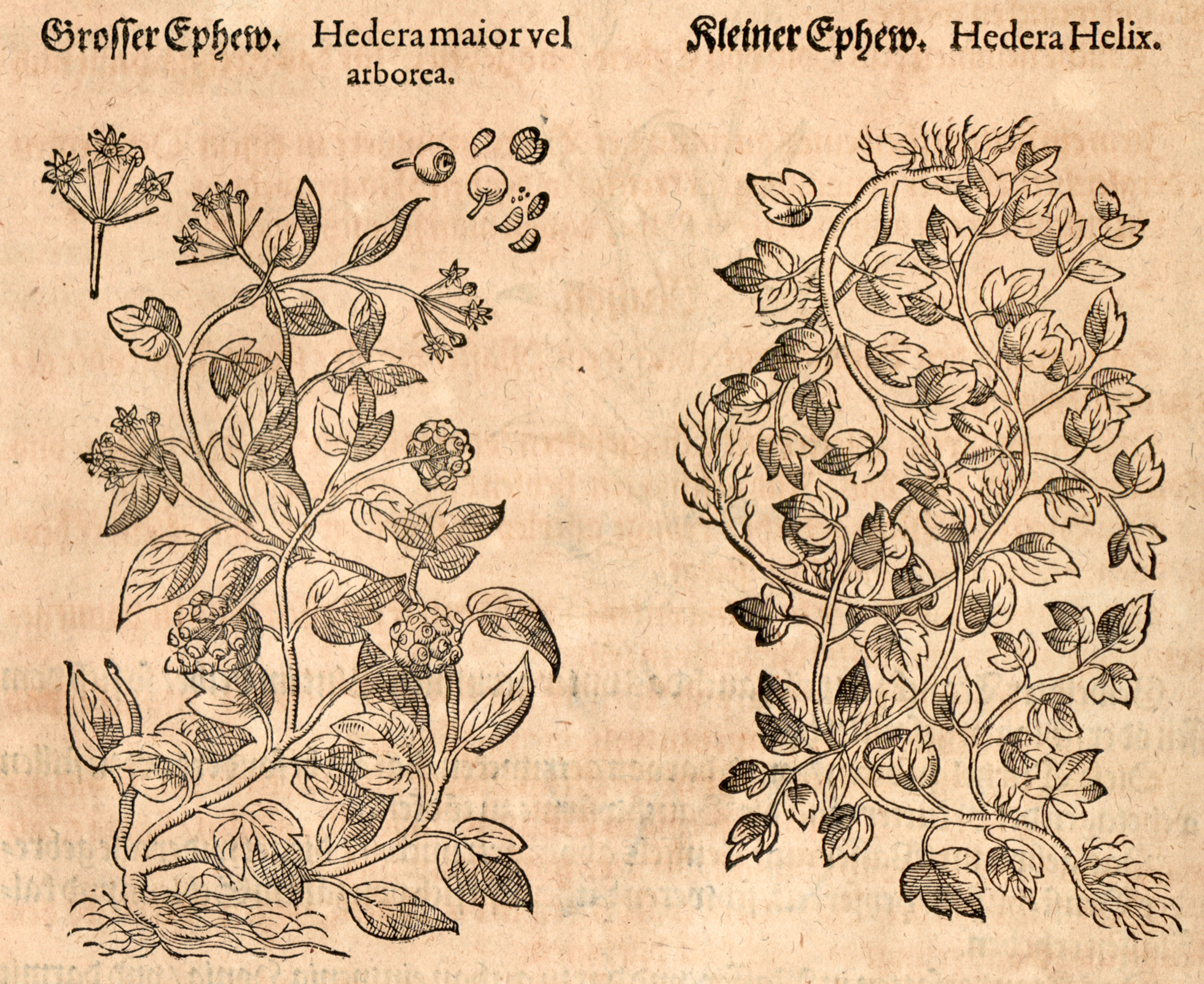
Mattioli / Handsch / Camerarius 1586